# 富岡市

富岡市中心部周辺の空中写真。市街地中央を東西に国道254号が走る。市街地の南を鏑川が東方へ流れる。画像中央やや左、鏑川と国道254号線の間に見える方形の敷地と建造物が富岡製糸場である。2017年5月20日撮影の18枚を合成作成。。

富岡市（とみおかし）は、群馬県南西部の市。2006年（平成18年）3月27日に旧富岡市と妙義町が合併して誕生した。関東平野の北西端に位置しており、中心市街地が市域の中央東部に形成されている。
明治初期に建てられた日本初の本格的な機械製糸の工場である 富岡製糸場があることで知られ、2014年に富岡製糸場及び近隣の関係の深い施設が「富岡製糸場と絹遺産群」として世界遺産に登録された。西端には日本三大奇景の一つとされる妙義山がある。上野国一宮、貫前神社が置かれている。

## 地理
- 山岳：妙義山、大桁山
- 河川：鏑川、高田川、丹生川、野上川、星川
- 湖沼：丹生湖、大塩湖

### 人口
- 総人口：53,244人
  - 男性：26,112人
  - 女性：27,132人
- 世帯数：18,279世帯

（2010年4月1日現在）
| |                                        |  |
| 富岡市と全国の年齢別人口分布（2005年） | 富岡市の年齢・男女別人口分布（2005年） |  |
| ■紫色 ― 富岡市 ■緑色 ― 日本全国 | ■青色 ― 男性 ■赤色 ― 女性              |  |
| 富岡市（に相当する地域）の人口の推移 \| 1970年（昭和45年） \| 50,784人 \| \| \| 1975年（昭和50年） \| 51,883人 \| \| \| 1980年（昭和55年） \| 53,200人 \| \| \| 1985年（昭和60年） \| 53,768人 \| \| \| 1990年（平成2年） \| 54,259人 \| \| \| 1995年（平成7年） \| 54,435人 \| \| \| 2000年（平成12年） \| 54,401人 \| \| \| 2005年（平成17年） \| 53,765人 \| \| \| 2010年（平成22年） \| 52,070人 \| \| \| 2015年（平成27年） \| 49,746人 \| \| \| 2020年（令和2年） \| 47,446人 \| \| |                                        |  |
| 総務省統計局 国勢調査より |                                        |  |
| 1970年（昭和45年） | 50,784人                               |  |
| 1975年（昭和50年） | 51,883人                               |  |
| 1980年（昭和55年） | 53,200人                               |  |
| 1985年（昭和60年） | 53,768人                               |  |
| 1990年（平成2年） | 54,259人                               |  |
| 1995年（平成7年） | 54,435人                               |  |
| 2000年（平成12年） | 54,401人                               |  |
| 2005年（平成17年） | 53,765人                               |  |
| 2010年（平成22年） | 52,070人                               |  |
| 2015年（平成27年） | 49,746人                               |  |
| 2020年（令和2年） | 47,446人                               |  |

### 面積
- 総面積：122.90 km2
- 可住地面積：77.20 km2
  - 可住地面積率：62.8%
- 広袤（こうぼう）
  - 東西：18.8km
  - 南北：14.4km

### 地域・字

#### 旧富岡市
- 相野田（あいのだ）
- 一ノ宮（いちのみや）
- 岩染（いわそめ）
- 宇陀（うだ）
- 大島（おおしま）
- 岡本（おかもと）
- 蚊沼（かぬま）
- 神農原（かのはら）
- 上黒岩（かみくろいわ）
- 上小林（かみこばやし）
- 上高瀬（かみたかせ）
- 上丹生（かみにゅう）
- 神成（かんなり）
- 君川（きみかわ）
- 黒川（くろかわ）
- 桑原（くわはら）
- 小桑原（こくわはら）
- 後賀（ごか）
- 下黒岩（しもくろいわ）
- 下高尾（しもたかお）
- 下高瀬（しもたかせ）
- 下丹生（しもにゅう）
- 白岩（しらいわ）
- 曾木（そぎ）
- 内匠（たくみ）
- 田篠（たじの）
- 田島（たじま）
- 富岡（とみおか）
- 中沢（なかざわ）
- 中高瀬（なかたかせ）
- 七日市（なのかいち）
- 南蛇井（なんじゃい）
- 野上（のがみ）
- 原（はら）
- 藤木（ふじき）
- 別保（べっぽ）
- 星田（ほしだ）
- 南後賀（みなみごか）
- 宮崎（みやざき）
- 蕨（わらび）

#### 旧甘楽郡妙義町
- 妙義町大牛（みょうぎまち・おおうし）
- 妙義町上高田（みょうぎまち・かみたかた）
- 妙義町北山（みょうぎまち・きたやま）
- 妙義町下高田（みょうぎまち・しもたかた）
- 妙義町菅原（みょうぎまち・すがわら）
- 妙義町岳（みょうぎまち・たけ）
- 妙義町中里（みょうぎまち・なかざと）
- 妙義町行沢（みょうぎまち・なめざわ）
- 妙義町古立（みょうぎまち・ふるたち）
- 妙義町妙義（みょうぎまち・みょうぎ）
- 妙義町諸戸（みょうぎまち・もろと）
- 妙義町八木連（みょうぎまち・やぎつれ）

### 隣接自治体
- 高崎市
- 安中市
- 甘楽郡下仁田町、甘楽町

## 歴史
- 古墳時代この付近を治めていたとされる豪族の館跡「本宿･郷土遺跡」が同市田島にて発見。また、ここに住んでいたと思われる人物が、付近の堂山稲荷古墳に埋葬されているという説がある。
- 1889年（明治22年）4月1日 - 町村制施行により、北甘楽郡富岡町・七日市村・曽木村の区域を以って富岡町が誕生。
- 1950年（昭和25年）4月1日 - 北甘楽郡が甘楽郡に改称。
- 1954年（昭和29年）4月1日 - 甘楽郡富岡町・一ノ宮町・小野村・黒岩村・高瀬村・額部村が合併、市制施行し、富岡市となる。
- 1955年（昭和30年）4月1日 - 吉田村を編入。
- 1959年（昭和34年）2月1日 - 福島町の一部（田篠、星田、君川）を編入。
- 1960年（昭和35年）4月1日 - 丹生村を編入。
- 1994年（平成6年）12月1日 - 防災行政無線が開局（当時の夕方のチャイムは「夕焼け小焼け」）。
- 2006年（平成18年）3月27日 - 妙義町と新設合併し、改めて富岡市が発足。
  - 7月1日 - 防災行政無線の夕方のチャイム「土筆を摘んで」が2010年4月30日、2014年10月1日から2017年3月31日まで放送。
- 2017年（平成29年）4月1日 - 防災行政無線の夕方のチャイム「みょうぎさん」が2018年6月30日まで放送。
- 2018年（平成30年）3月24日 - 富岡市役所新庁舎（隈研吾設計）落成式[2]。

### 住所表記
- 富岡地域は変更無し
- 妙義地域は「甘楽郡」を「富岡市」に変更
  - 例：甘楽郡妙義町岳 → 富岡市妙義町岳

## 行政

### 市長
- 榎本義法（2018年4月23日就任、2期目）

### 歴代市長
旧富岡市長
| 代 | 氏名       | 就任                      | 退任                      | 備考 |
| -- | ---------- | ------------------------- | ------------------------- | ---- |
| 1  | 百瀬千波   | 1954年（昭和29年）4月1日  | 1955年（昭和30年）4月5日  |      |
| 2  | 武田金處   | 1955年（昭和30年）5月2日  | 1965年（昭和40年）4月10日 |      |
| 3  | 横尾忠太郎 | 1965年（昭和40年）5月8日  | 1969年（昭和44年）5月7日  |      |
| 4  | 今井一豊   | 1969年（昭和44年）5月8日  | 1975年（昭和50年）8月26日 |      |
| 5  | 白石孝一郎 | 1975年（昭和50年）9月21日 | 1983年（昭和58年）9月20日 |      |
| 6  | 廣木康二   | 1983年（昭和58年）9月21日 | 1995年（平成7年）9月20日  |      |
| 7  | 今井清二郎 | 1995年（平成7年）9月21日  | 2006年（平成18年）3月26日 |      |

富岡市長
| 代         | 氏名       | 就任年月日                | 退任年月日                |
| ---------- | ---------- | ------------------------- | ------------------------- |
| 職務代理者 | 伊丹良純   | 2006年（平成18年）3月27日 | 2006年（平成18年）4月22日 |
| 初代       | 岩井賢太郎 | 2006年（平成18年）4月23日 | 2010年（平成22年）4月22日 |
| 2代        | 岡野光利   | 2010年（平成22年）4月23日 | 2014年（平成26年）4月22日 |
| 3代        | 岩井賢太郎 | 2014年（平成26年）4月23日 | 2018年（平成30年）4月22日 |
| 4代        | 榎本義法   | 2018年（平成30年）4月23日 | 現職                      |

### 県の機関
- 群馬県庁 富岡合同庁舎

### 警察署
- 富岡警察署

### 消防署
- 富岡甘楽広域市町村圏振興整備組合（富岡市、甘楽郡甘楽町・下仁田町・南牧村が加入）
  - 富岡甘楽広域消防本部（富岡市田島26番地）
  - 富岡消防署（消防本部に同じ）
  - 妙義分署（富岡市妙義町中里298-1）※旧甘楽郡妙義町

## 立法

### 市議会
定数:18

### 県議会
- 選挙区：富岡市選挙区
- 定数：1名
- 任期：2023年（令和5年）4月30日 - 2027年（令和9年）4月29日[4]

| 議員名   | 会派名     | 備考 |
| -------- | ---------- | ---- |
| 矢野英司 | 自由民主党 |      |

### 衆議院
- 任期 ： 2024年（令和6年）10月27日 - 2028年（令和10年）10月26日（「第50回衆議院議員総選挙」参照）

| 選挙区 | 議員名   | 党派名     | 当選回数 | 備考   |
| --- | -------- | ---------- | -------- | ------ |
| 群馬県第5区（富岡市、渋川市、安中市、高崎市〈旧群馬町・箕郷町・榛名町・倉渕村域〉、北群馬郡、甘楽郡、吾妻郡） | 小渕優子 | 自由民主党 | 9        | 選挙区 |

## 姉妹都市・提携都市

### 国内
姉妹都市
- 岡谷市（長野県）

提携都市
- 深谷市（埼玉県）
- 横須賀市（神奈川県）
- 江南市（愛知県） - 2004年9月1日 災害時相互応援協定締結。

### 海外
姉妹都市
- アルバニー市（オーストラリア）
- ブール・ド・ペアージュ市(フランス　ドローム県)

## 経済

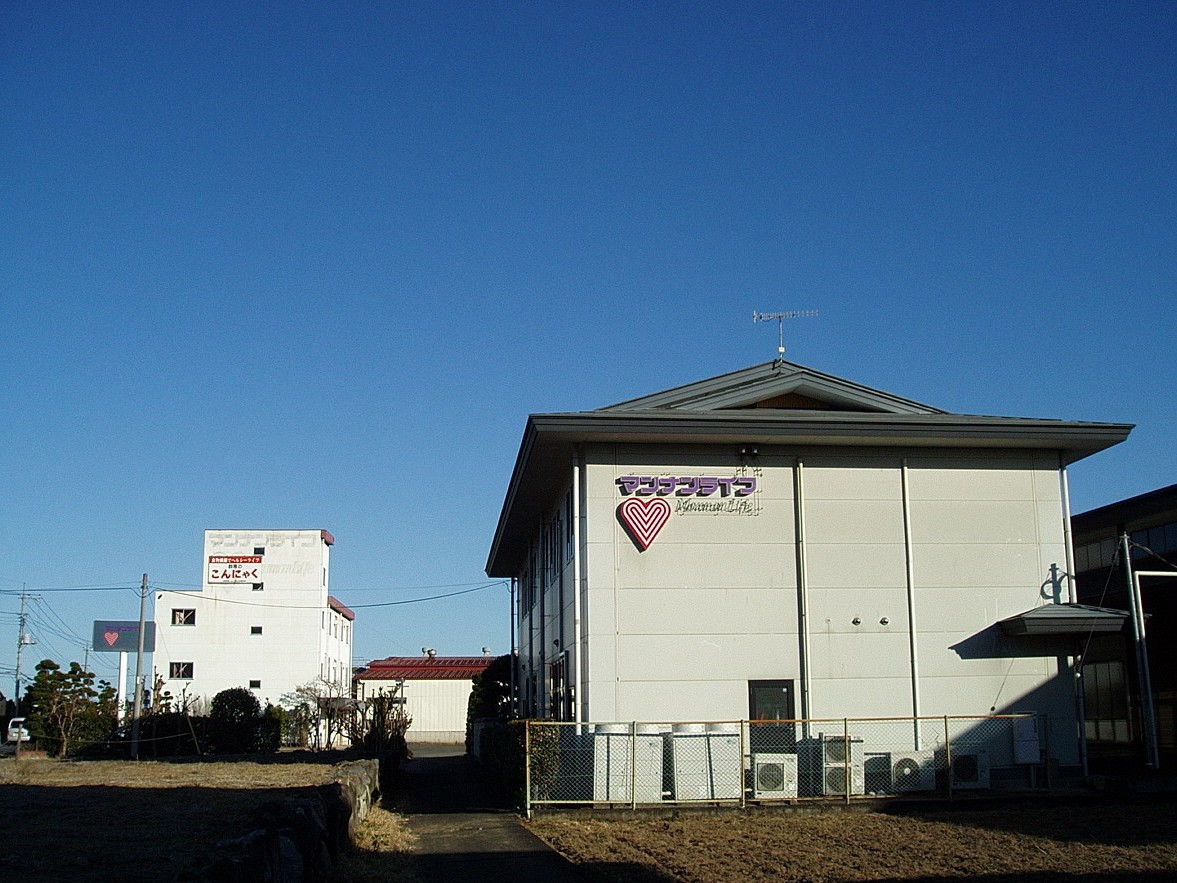
マンナンライフ本社

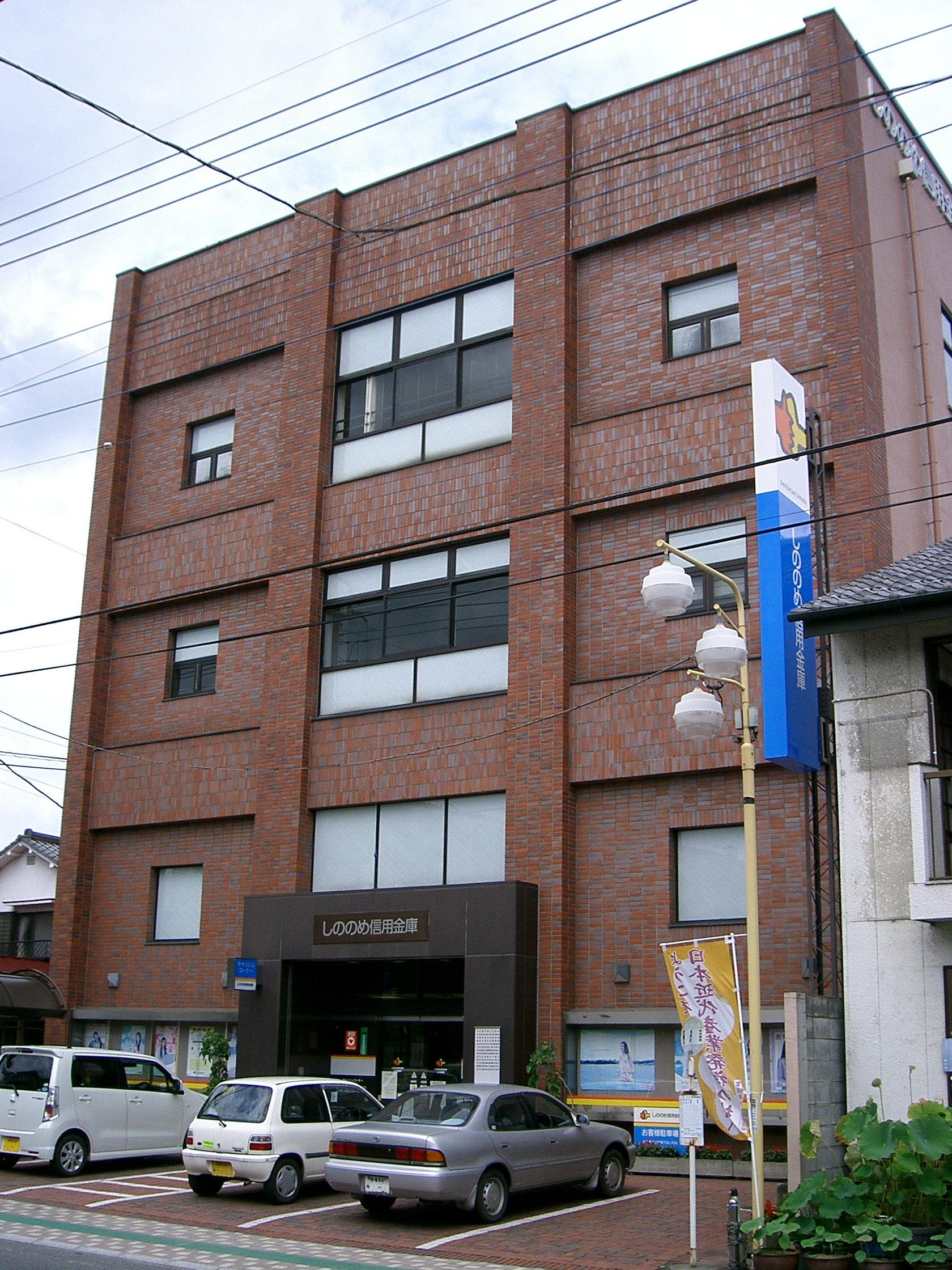
しののめ信用金庫本店

### 本社を置く主な企業
- スーパー丸幸（富岡）（スーパーマーケット）
- マンナンライフ（上小林）（こんにゃくゼリーで有名）
- 三木（岡本）（ビリヤードのキュー製造大手）
- IHIエアロスペース (藤木) (宇宙開発メーカー)

### その他企業
- 田中貴金属工業株式会社富岡工場
- 株式会社ヨコオ富岡工場
- 東京カリント株式会社 群馬工場 （神農原）
- 沖電気工業株式会社 富岡工場 （富岡）
- 日本光電工業株式会社富岡事業所（富岡・七日市）
- 株式会社ホージュン 富岡鉱業所、妙義鉱業所

### 金融
富岡市内に本店または支店を置く銀行、信用金庫、労働金庫。
- 群馬銀行 - 富岡支店
- 東和銀行 - 富岡支店
- しののめ信用金庫 - 本店、一ノ宮支店、七日市支店、富岡東支店、高瀬支店、南蛇井支店
- 中央労働金庫 - 富岡支店

### 商業・娯楽施設
スーパーマーケットは以下店舗が進出。
- フレッセイ1店舗
- エーコープ2店舗
- ベイシア1店舗
- カワチ1店舗
- ヤオコー1店舗
- クスリのアオキ2店舗
- ウエルシア1店舗
- コスモス1店舗

## 教育

### 小学校
- - 富岡市立富岡小学校
  - 富岡市立西小学校
  - 富岡市立黒岩小学校
  - 富岡市立さくら小学校（旧一ノ宮小学校）
  - 富岡市立高瀬小学校
  - 富岡市立額部小学校
  - 富岡市立小野小学校
  - 富岡市立吉田小学校（2025年3月末で、さくら小学校に統合）
  - 富岡市立丹生小学校（2025年3月末で、さくら小学校に統合）
  - 富岡市立妙義小学校
  - 富岡市立高田小学校

### 中学校
- - 富岡市立富岡中学校
  - 富岡市立西中学校
  - 富岡市立南中学校
  - 富岡市立北中学校
  - 富岡市立妙義中学校

### 高等学校
- 県立
  - 群馬県立富岡高等学校
  - 群馬県立富岡実業高等学校

#### 廃校
- 県立
  - 群馬県立富岡高等学校吉井分校（1951年廃校）
  - 群馬県立富岡高等学校〈旧〉（2018年、群馬県立富岡東高等学校と統合し、群馬県立富岡高等学校〈新〉へ）
  - 群馬県立富岡東高等学校（2018年、群馬県立富岡高等学校〈旧〉と統合し、群馬県立富岡高等学校〈新〉へ）

### 特別支援学校
- - 群馬県立富岡特別支援学校
  - 群馬県立赤城特別支援学校公立富岡総合病院内教室

## 交通

### 鉄道
上信電鉄
- 上信線

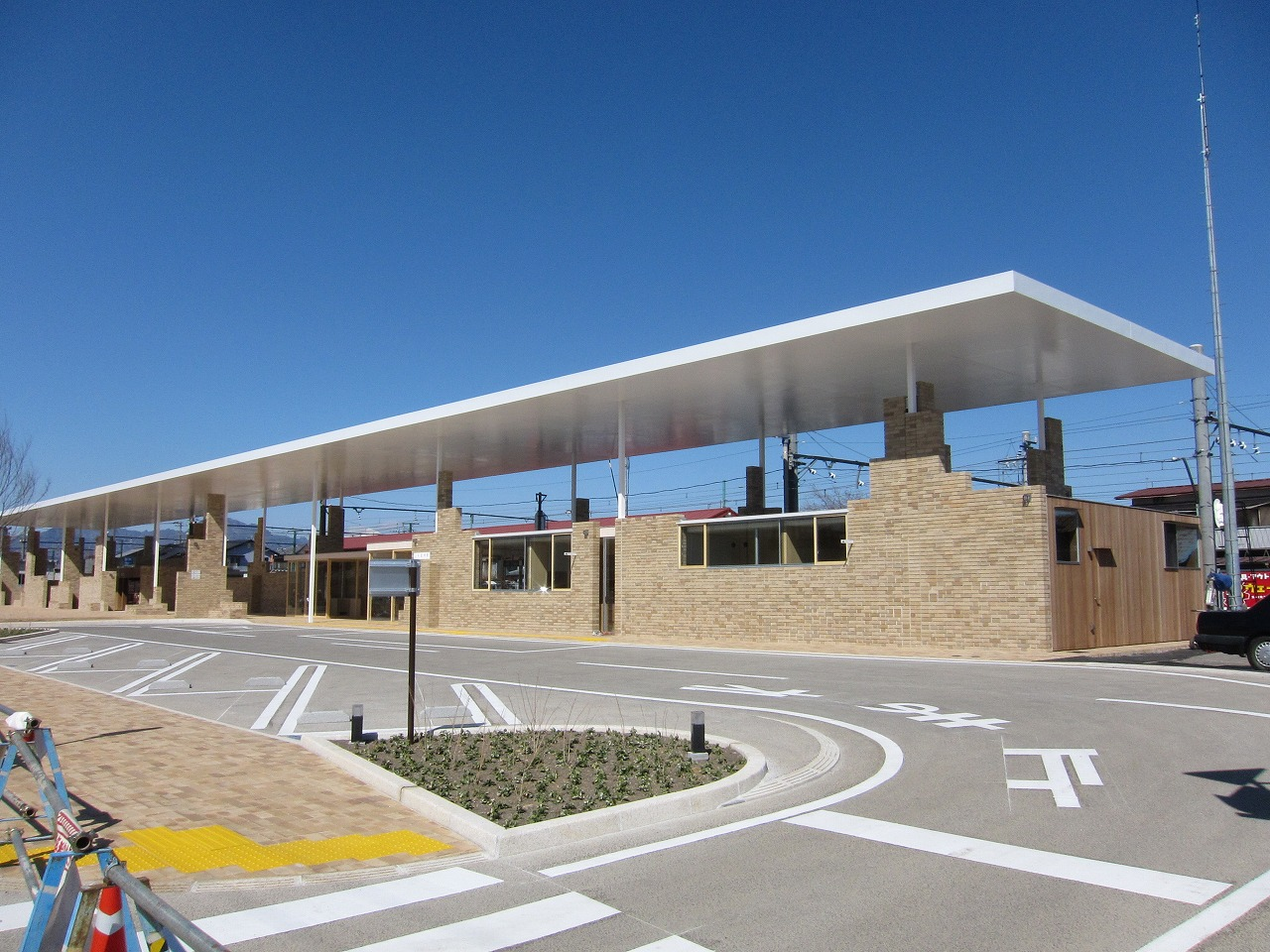
上州富岡駅

  - 東富岡駅 - 上州富岡駅 - 西富岡駅 - 上州七日市駅 - 上州一ノ宮駅 - 神農原駅 - 南蛇井駅 - 千平駅
- 中心となる駅：上州富岡駅

### バス
- 上信ハイヤー（乗合タクシー）
- 高速バス「新宿・池袋～富岡・軽井沢・小諸・佐久・上田線」（西武観光バス、千曲バスが運行）

### 道路
- 高速道路
  - 上信越自動車道
    - 富岡IC
    - 松井田妙義IC - 隣接する安中市内に所在する
- 国道
  - 国道254号
- 県道
  - 群馬県道10号前橋安中富岡線
  - 群馬県道46号富岡神流線 （旧・富岡万場線）
  - 群馬県道47号一ノ宮妙義線
  - 群馬県道48号下仁田安中倉渕線

## 市内の観光施設

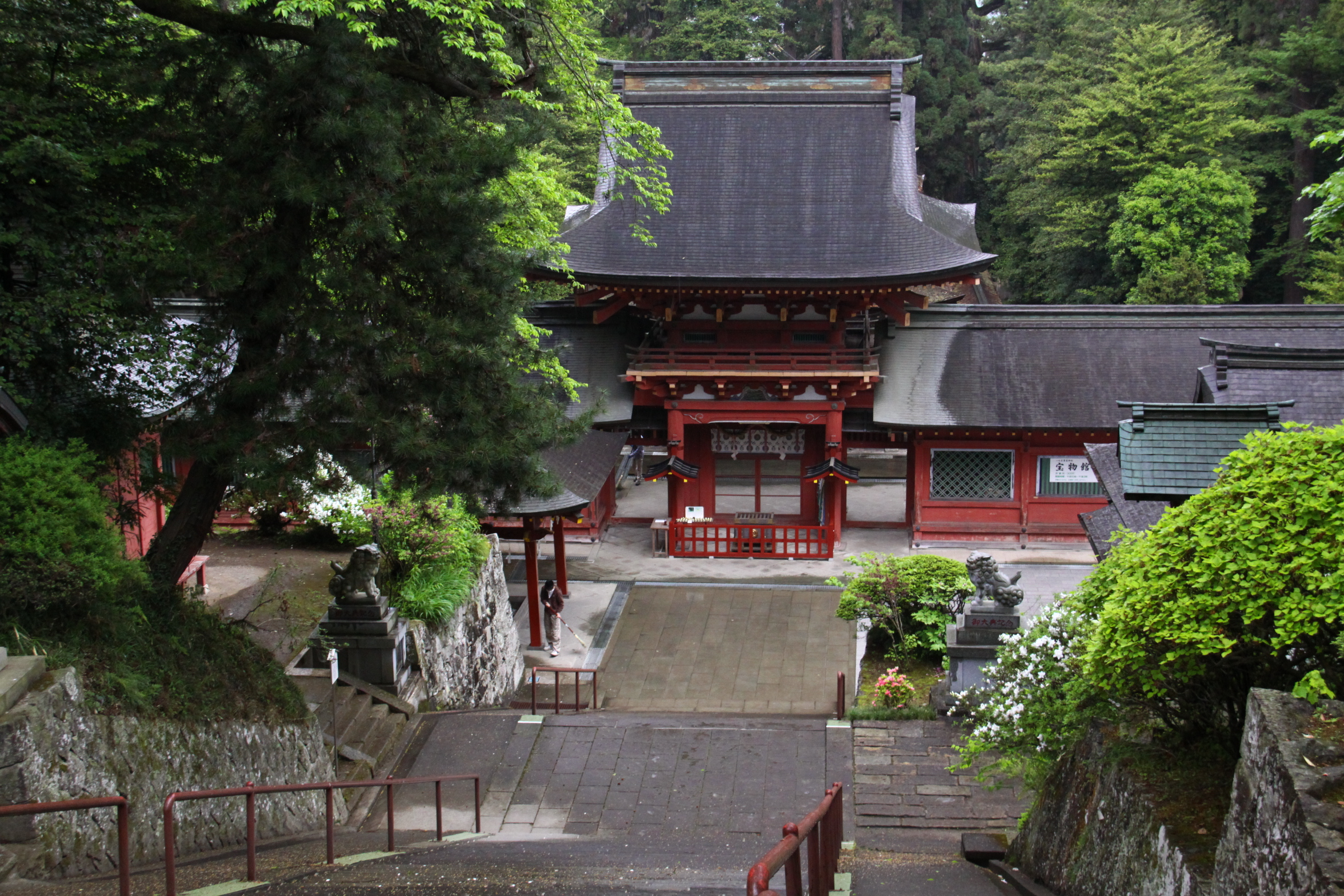
一之宮貫前神社

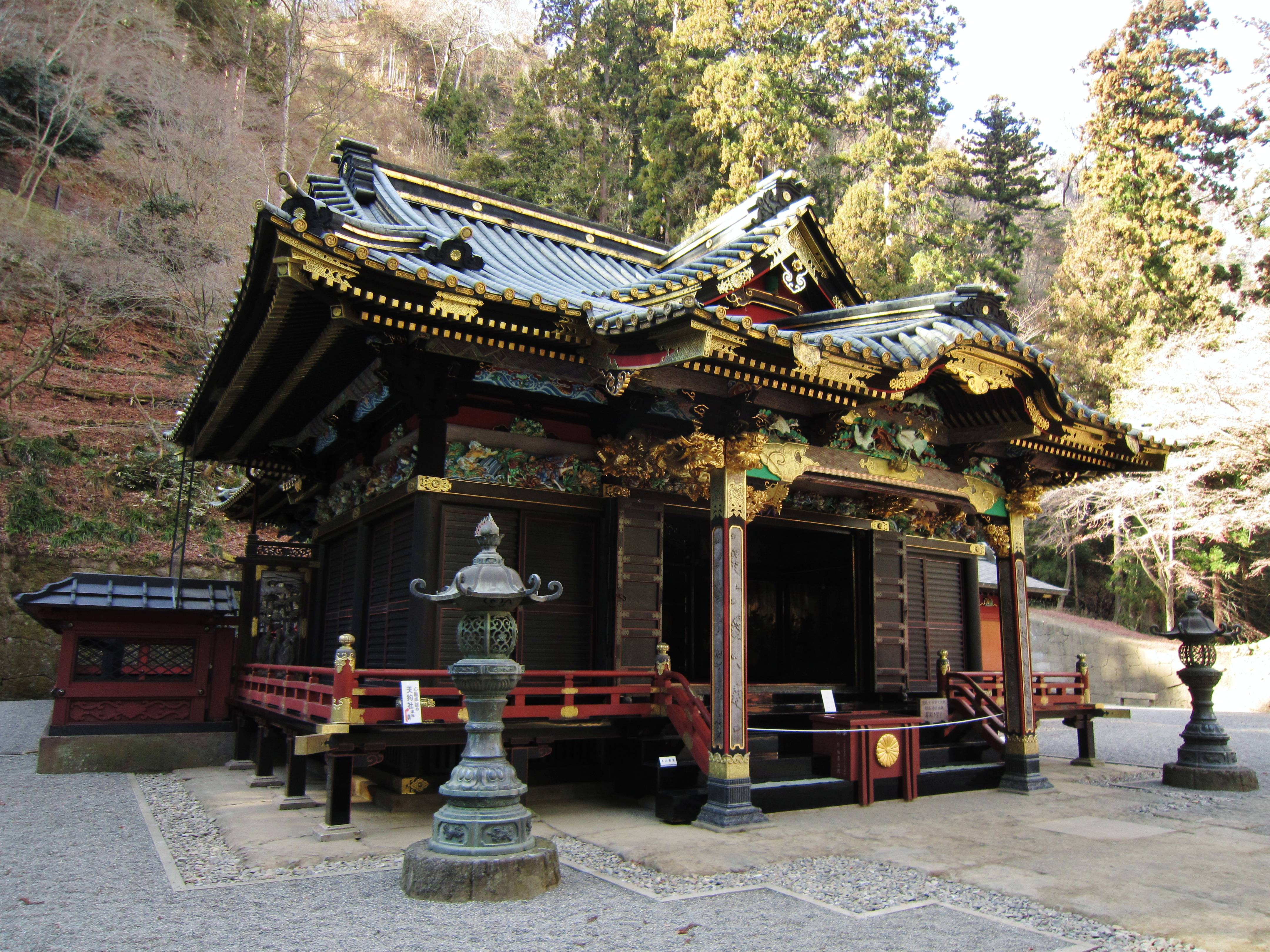
妙義神社

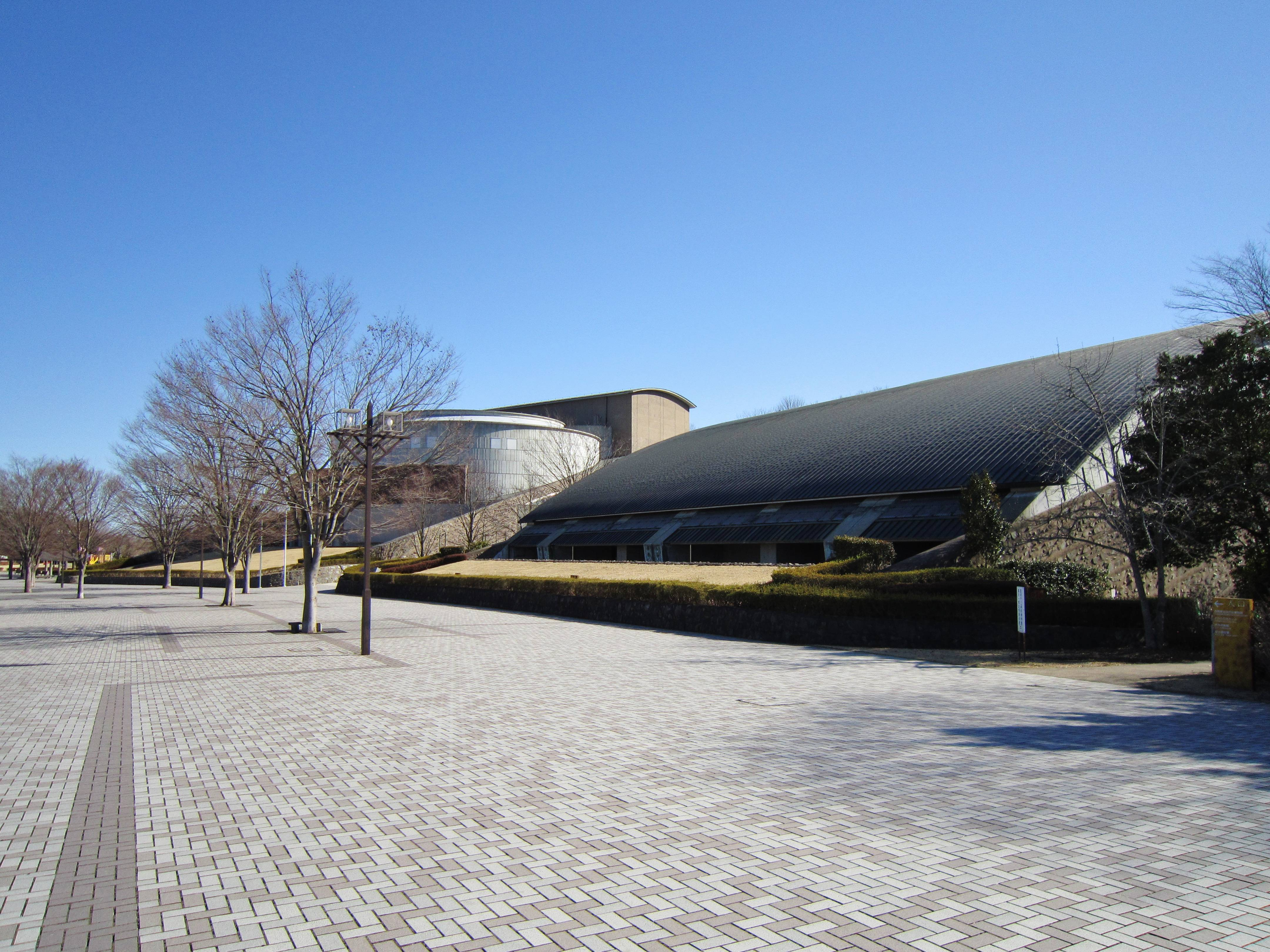
自然史博物館・かぶら文化ホール

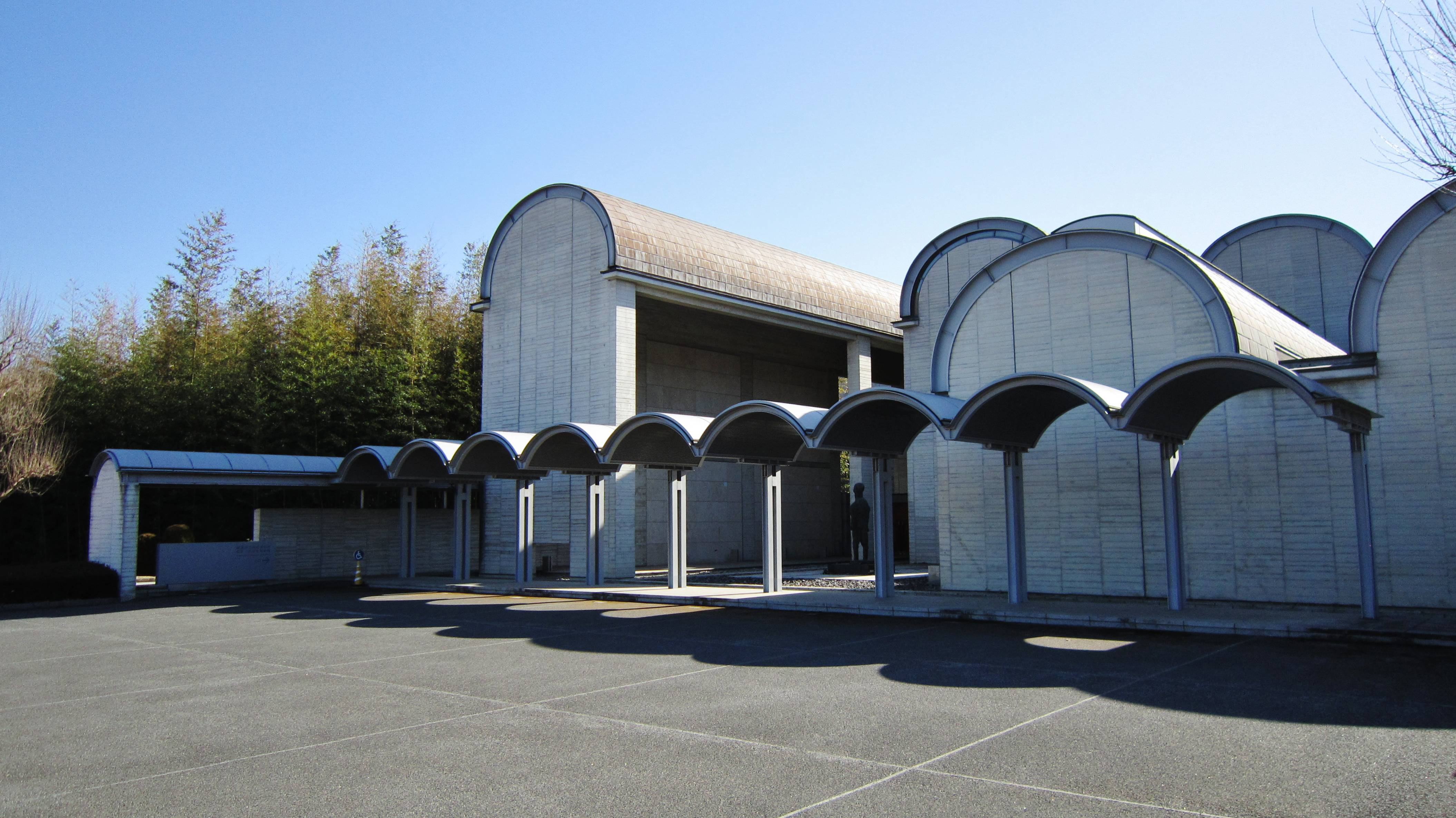
富岡市美術博物館・福沢一郎記念美術館

- 群馬サファリパーク
- 富岡製糸場
- 一之宮貫前神社
- 群馬県立自然史博物館
- 富岡市立美術博物館・福沢一郎記念美術館
- 道の駅みょうぎ
- 妙義山
- 妙義神社
- 丹生湖
- 大塩湖

## 著名な出身者

### あ行
- 阿久津圭司 - 陸上競技選手
- 阿部眞之助 - ジャーナリスト・評論家
- 新居守村 - 国学者
- 石田瑞穂 - バレーボール選手
- 今井美穂 - 自転車競技選手
- 生方美久 - 脚本家
- オークラ - 放送作家

### か行
- 風見章子 - 女優
- 古今亭今輔 (6代目) - 落語家
- 小林太志 - プロ野球選手、横浜DeNAベイスターズ〈投手〉

### さ行
- 里見治 - 実業家
- 瀬間貴浩 - ボブスレー選手、陸上競技選手

### た行
- 田村孟 - 脚本家
- 団しん也 - 歌手・タレント
- 東野英治郎 - 俳優

### な行
- 長坂拳弥 - プロ野球選手、阪神タイガース〈捕手〉

### は行
- はやかわ文子 - 漫画家
- 福沢一郎 - 画家

### ま行
- 松本あゆ美 - タレント、フリーアナウンサー

### や行
- 湯浅大 - プロ野球選手、読売ジャイアンツ
- 横山順一 - 宇宙物理学者
- 吉田眞 - パックンマックン

## 書籍
- 漫画絵巻 富岡の歴史

作画：松本零士、監修：今井幹夫（現・富岡製糸場総合研究センター所長）
富岡市市政50周年を記念し、1996年3月に郷土史として約200部が刊行された。郷土史の編集を担当する市役所職員・大山哲郎と、そのガイド・森野深雪がタイムマシンで富岡市の歴史を辿る内容となっている。絵柄や登場人物は松本零士の銀河鉄道999のセルフパロディとなっており、大山哲郎と森野深雪それぞれ、星野鉄郎・メーテルと全く同じ容姿のパロディキャラである（また、タイムマシンも999号に類似した外見をしている）。